# Ó, Meu Menino Jesus (Beira Alta e Litoral)
"Ó meu Menino Jesus" é uma canção de Natal tradicional portuguesa originária das regiões da Beira Alta e Beira Litoral.

## História
Esta canção foi publicada pela primeira vez pelo etnógrafo português Pedro Fernandes Tomás no ano de 1913 nas suas Velhas Canções e Romances Populares Portugueses. Nesta obra, o autor refere que esta melodia, com características típicas dos cantos pastoris portugueses, se costumava cantar na noite de Natal em diversas povoações da Beira Alta e do litoral.
O compositor português Fernando Lopes-Graça, partindo da publicação das Velhas Canções, harmonizou a melodia, utilizando a composição como segundo movimento da sua Primeira Cantata do Natal, terminada em 1950.

## Letra

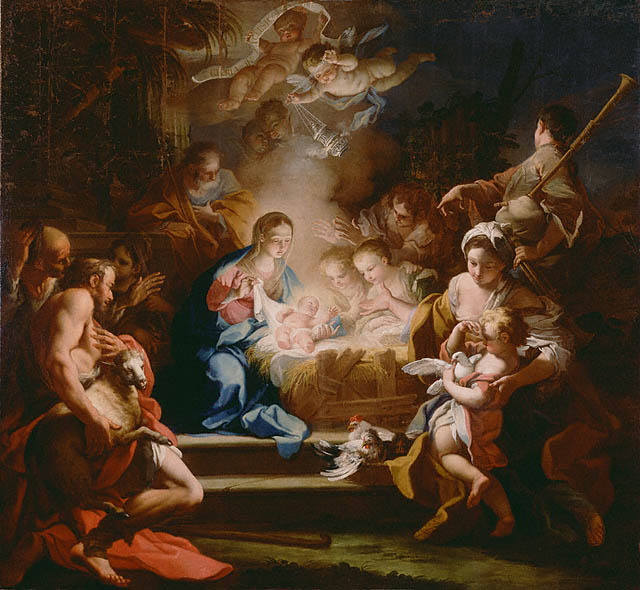
Sebastiano Conca: Adoração dos pastores (1720). Nesta pintura, os pastores carregam oferendas que são, tal como nesta cantiga, uma ovelha e uma pomba.

O tema da canção é a adoração dos pastores, um evento narrado na bíblia, no qual uns pastores após receberem a notícia do nascimento de Jesus O vão visitar. Segundo a tradição, estes também lhe ofereceram presentes, tal como os Magos. Neste poema, embora o primeiro pastor apenas peça algo para encher o seu surrão, dois outros ofertam uma pomba e um cabrito.

Ó meu Menino Jesus,

Da lapa do coração

Dai-me Vós alguma coisa,

Que 'stá pobre o meu surrão.

Ó meu Menino Jesus,

Eu vos venho entregar

Esta linda pomba branca

Para o Menino brincar.

Cheguei aqui a Belém

E venho muito cansado

Oferecer este cabrito

Ao meu Menino adorado.

## Discografia
- 1956 — Cantos Tradicionais Portugueses da Natividade. Coro de Câmara da Academia de Amadores de Música. Radertz. Faixa 2.
- 1978 — Primeira Cantata do Natal. Grupo de Música Vocal Contemporânea. A Voz do Dono / Valentim de Carvalho. Faixa 2.
- 1994 — Lopes Graça. Grupo de Música Vocal Contemporânea. EMI / Valentim de Carvalho. Faixa 2.
- 2000 — 1ª Cantata do Natal Sobre Cantos Tradicionais Portugueses de Natividade. Coral Públia Hortênsia. Edição de autor. Faixa 2.
- 2012 — Fernando Lopes-Graça  - Obra Coral a capella - Volume II. Lisboa Cantat. Numérica. Faixa 5.
- 2013 — Fernando Lopes-Graça  - Primeira Cantata de Natal. Coro da Academia de Música de Viana do Castelo. Numérica. Faixa 2.[2]
- 2017 — Primeira Cantata de Natal: Fernando Lopes-Graça. Coral de Letras da Universidade do Porto. Tradisom. Faixa 2.